# Bernard Genghini
Bernard Genghini (Soultz-Haut-Rhin, 18 januari 1958) is een voormalig profvoetballer uit Frankrijk, die speelde als middenvelder gedurende zijn carrière. Zijn zoon Benjamin Genghini speelde later ook profvoetbal. Als trainer had hij drie jaar FC Mulhouse (1992-1995) onder zijn hoede.

## Interlandcarrière
Genghini kwam 27 keer uit voor het Franse elftal, en scoorde zes keer voor Les Bleus in de periode 1980-1986. Hij maakte zijn debuut voor Frankrijk op 27 februari 1980 in de vriendschappelijke thuiswedstrijd tegen Griekenland (5-1) in Parijs, net als Didier Christophe en Yannick Stopyra. Hij viel in dat duel na 78 minuten in voor Christophe. Genghini nam met Frankrijk deel aan twee WK-eindronden: 1982 en 1986. In 1984 won hij de Europese titel met zijn vaderland.

## Erelijst
AS Monaco
- Coupe de France

1985
 Frankrijk
- Europees kampioen

1984